# Aplochiton zebra
La peladilla listada o farionela listada (Aplochiton zebra) es una especie del género de peces eurihalinos Aplochiton, de la familia Galaxiidae en el orden Osmeriformes. Habita en aguas frías a templado-frías del sur de América del Sur. Esta especie alcanza los 27,8 cm de largo total.

## Distribución y hábitat
Aplochiton zebra habita en aguas frías a templado-frías del centro-sur y sur de Chile y del oeste y sudoeste de la Argentina, en los lagos y ríos cordilleranos, además de las islas Malvinas. De hábitat anfídromo.

## Taxonomía
Esta especie fue descrita originalmente en el año 1842 por el naturalista inglés Leonard Jenyns. La localidad tipo es: «islas Malvinas».
Características
Se diferencia de Aplochiton taeniatus por su cuerpo que es más alto, sus aletas ventrales las cuales están más próximas a las pectorales, por su maxilar el que es más corto, y por la cabeza, es proporcionalmente más corta y ancha.
Su coloración general es plateada, el cual pasa a blanquecino ventralmente, siendo dorada en las aletas, en especial en la mitad apical. En los flancos, sobre un fondo grisáceo muestra barras transversales irregulares, además de puntos oscuros que le cubren todo el cuerpo.

## Costumbres
Alimentación
Su dieta se compone fundamentalmente de insectos acuáticos y microorganismos.
Reproducción
El periodo de reproducción tiene lugar entre el fin del otoño hasta el comienzo de la primavera.